# Saint-Fiel
Saint-Fiel är en kommun i departementet Creuse i regionen Nouvelle-Aquitaine i de centrala delarna av Frankrike. Kommunen ligger i kantonen Guéret-Nord som tillhör arrondissementet Guéret. År 2022 hade Saint-Fiel 1 079 invånare.

## Befolkningsutveckling
Antalet invånare i kommunen Saint-Fiel
Referens:INSEE